# 541565 Gucklerkároly
541565 Gucklerkároly è un asteroide della fascia principale. Scoperto nel 2011, presenta un'orbita caratterizzata da un semiasse maggiore pari a 2,4420837 au e da un'eccentricità di 0,1522613, inclinata di 5,35634° rispetto all'eclittica.